# Gymnodampia lindquisti
Gymnodampia lindquisti är en kvalsterart som beskrevs av Chen, Norton, Behan-Pelletier och Wang 2004. Gymnodampia lindquisti ingår i släktet Gymnodampia och familjen Platyameridae. Inga underarter finns listade i Catalogue of Life.